# Larentia epicrossa
Larentia epicrossa är en fjärilsart som beskrevs av Edward Meyrick 1891. Larentia epicrossa ingår i släktet Larentia och familjen mätare. Inga underarter finns listade i Catalogue of Life.